# Verschuivingswet van Wien
De verschuivingswet van Wien is een door Wilhelm Wien opgestelde wet die zegt dat de energiedichtheid ten opzichte van golflengte van de warmtestraling van een zwarte straler bij elke absolute temperatuur dezelfde functie van de golflengte is, afgezien van schaling van de golflengte zodanig dat
{\displaystyle \lambda \cdot T={\text{constant}}}
en schaling van de functiewaarden; nauwkeuriger gezegd: het vermogen per oppervlakte-eenheid per golflengte-eenheid (in de zin van: gedeeld door de lengte van het betreffende kleine golflengte-interval) is het product van een functie van {\displaystyle T} en een functie van {\displaystyle \lambda T}. Dit komt erop neer dat een dubbellogaritmische grafiek van dit vermogen als functie van golflengte bij verandering van {\displaystyle T} alleen maar horizontaal en verticaal verschuift, en dat de horizontale verschuiving per vertienvoudiging van {\displaystyle T} één decade naar links is.
De wet kan ook geformuleerd worden in termen van het vermogen per frequentie-eenheid: per oppervlakte-eenheid is dit het product van een functie van {\displaystyle T} en een functie van {\displaystyle f/T}.

## Piek in het spectrum
Er zijn verschillende centrummaten voor het spectrum, maar als gevolg van de verschuivingswet geldt steeds dat de betreffende golflengte omgekeerd evenredig is met de absolute temperatuur en de frequentie dus recht evenredig met de absolute temperatuur.
De golflengte waarbij het vermogen per eenheid golflengte maximaal is wordt gegeven door:
{\displaystyle \lambda _{\text{max}}={\frac {b}{T}}}
met
{\displaystyle \lambda _{\text{max}}} golflengte in meter
{\displaystyle b} constante van Wien: 2,897 77 × 10−3 K·m
{\displaystyle T} temperatuur in kelvin
In de wetenschappelijke literatuur wordt deze betrekking soms ook de verschuivingswet van Wien genoemd, het is er echter een beperking van.
Wien heeft deze wet uit proeven afgeleid en nadien theoretisch bewezen. De wet volgt ook rechtstreeks uit de wet van Planck. Toepassingen van de wet zijn: stralingspyrometers, infrarood-thermografie, temperatuur van een hemellichaam, kosmische achtergrondstraling.

## Theoretische afleiding
Bij de analyse van de experimentele stralingscurven die op dat moment beschikbaar waren, had Wien al gemerkt dat er een verband bestond tussen de golflengten behorende bij de maxima van de stralingscurven en de temperaturen. Als {\displaystyle \lambda _{1}} en {\displaystyle \lambda _{0}} de maxima aanduiden bij curven behorende bij de temperaturen {\displaystyle T_{1}} en {\displaystyle T_{0}} dan vond hij steeds dat {\displaystyle \lambda _{1}T_{1}=\lambda _{0}T_{0}} waaruit hij concludeerde dat het product {\displaystyle \lambda T} constant is.
In een publicatie van 1893 stelde Wien dat twee onafhankelijke processen resulteren in eenzelfde energieverdeling over de golflengten, als de eindtemperatuur van beide processen maar dezelfde is. Het eerste proces was de toe- of afname in temperatuur als de stralingsdichtheid toeneemt of afneemt, en het tweede de overeenkomstige adiabatische volumeverkleining of -vergroting van de holle ruimte die de straling bevat.
De redenering van Wien was de volgende: als we in een compleet geëvacueerde ruimte met volkomen reflecterende wanden een hoeveelheid zwarte stralingsenergie hebben en die ruimte adiabatisch en zeer traag laten expanderen, zal de straling het karakter van zwarte straling behouden.
Op basis van deze redenering en de overeenkomstige transformatie heeft Wien zijn verschuivingswet theoretisch kunnen bewijzen.
Het bewijs berust onder andere op de volgende twee voorwaarden:
- Er is geen afvoer of toevoer van warmte zodat de transformatie adiabatisch zal verlopen {\displaystyle \,{\bar {}}\!\!\!\!\mathrm {d} Q=0}.
- De virtuele transformatie zal zo langzaam geschieden dat de wet van Stefan-Boltzmann nog altijd blijft bestaan daarmee is steeds {\displaystyle u=aT^{4}}, waarin {\displaystyle a} een constante is. Deze voorwaarde is niet evident als men bedenkt dat om tijdens de expansie of compressie thermodynamisch evenwicht te behouden men een absorberend medium nodig heeft. Aangezien de wanden volkomen reflecterend zijn, is een dergelijk medium niet meer voorhanden. Planck argumenteert dat dit geen probleem is aangezien de aanwezigheid van een enkel koolstofdeeltje in het beschouwde volume voldoende is om dit evenwicht na een beperkte tijd te bereiken. In het bewijs wordt rekening gehouden met het dopplereffect voor lichtstralen, die op de bewegende wand reflecteren. Wien stelt vast dat de transformatie twee invarianten bevat:

{\displaystyle f/T={\text{constant}}\quad } en {\displaystyle \quad u_{f}/f^{3}={\text{constant}}},
waarin {\displaystyle f} de frequentie van de beschouwde monochromatische golf voorstelt en {\displaystyle u_{f}} de stralingsdichtheid van die golf.
Het is dus door toepassing van de algemene wetten van de thermodynamica en het elektromagnetisme op het stralingsfenomeen dat Wien in staat was om zijn verschuivingswet te bewijzen. Dit bewijs werd later door Planck nog gegeneraliseerd.

## Naamgeving en eerder gevonden waarde van de constante

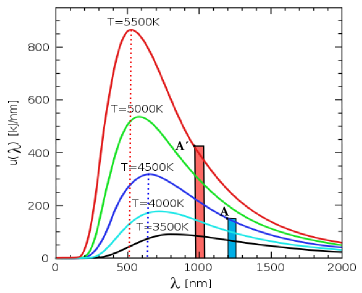
Stralingskrommen bij verschillende temperaturen. De maxima liggen bij de stippellijnen. Het rode rechthoekje verschuift naar het blauwe bij de gegeven adiabatische expansie.

Het begrip verschuivingswet werd in een publicatie van 1899 voor het eerst ingevoerd door Otto Lummer en Ernst Pringsheim. Ze benadrukten dat de energie bij een temperatuur {\displaystyle T}, die eerst aanwezig was in het golflengtegebiedje tussen {\displaystyle \lambda '} en {\displaystyle \lambda '+\mathrm {d} \lambda '} tijdens de expansie naar een lagere temperatuur {\displaystyle T}, verschuift naar een andere energie in het golflengtegebiedje {\displaystyle \lambda } en {\displaystyle \lambda +\mathrm {d} \lambda }. Uit de door hen gemeten stralingscurven konden ze ook de waarde voor het constante product van de temperatuur en de golflengte van de maximale intensiteit bepalen. Zij vonden {\displaystyle \lambda _{\text{max}}T=b=2{,}94\times 10^{-3}} m·K en dit wordt de constante van Wien genoemd, de tegenwoordig bepaalde waarde bedraagt zoals gezegd {\displaystyle 2{,}89777\times 10^{-3}} m·K.

## Kleur van de sterren
De verschuivingswet van Wien verklaart waarom we koelere sterren waarnemen met een zweem van een rode-oranje kleur en heel hete sterren met een eerder blauw-witte kleur. Als we deze sterren beschouwen als zwarte stralers bij temperaturen van 4000 K en 30000 K, zien we in beide gevallen een opmerkelijk verloop in hun spectrale intensiteit over de golflengten van het zichtbaar gebied. De koelste en de heetste sterren vertonen merkbare verschillen in het vermogen dat ze uitstralen bij de verschillende kleuren. Voor de zon met een temperatuur van 5777 K is dit verloop veel minder uitgesproken en het uitgestraalde vermogen over de zichtbare golflengten meer egaal. Daarom nemen we eerder haar witte kleur waar.

## Vorm van de stralingswet
Aangezien de twee invarianten in het bewijs van Wien zich herleiden tot constanten zijn ze ook functies van elkaar zodat
{\displaystyle {u_{f} \over f^{3}}=\varphi (f/T)} of {\displaystyle u_{f}\mathrm {d} f=f^{3}\cdot \varphi (f/T)\mathrm {d} f}
en dit is de uitdrukking van de spectrale stralingsdichtheid in functie van de frequenties. De oppervlakte van een rechthoekje in de figuur is gelijk aan {\displaystyle u_{\lambda }\mathrm {d} \lambda } en representeert de energie aanwezig in het golflengtegebiedje tussen:{\displaystyle \lambda } en {\displaystyle \lambda +\mathrm {d} \lambda }.
De totale stralingsdichtheid kan zowel als integraal van frequentie als van golflengte worden geschreven:
{\displaystyle u=\int _{0}^{\infty }u_{f}\,\mathrm {d} f=\int _{0}^{\infty }u_{\lambda }\,\mathrm {d} \lambda }
Om de stralingsdichtheid te kennen in functie van de golflengte moeten we bedenken dat {\displaystyle f={c \over \lambda }} en daarmee wordt
{\displaystyle \mathrm {d} f=-{c \over \lambda ^{2}}\,\mathrm {d} \lambda },
waarin {\displaystyle c} de lichtsnelheid voorstelt, zodat
{\displaystyle u_{\lambda }\,\mathrm {d} \lambda =-u_{f}\,\mathrm {d} f=u_{f}{c \over \lambda ^{2}}\mathrm {d} \lambda ={{\text{cte}} \over \lambda ^{5}}\cdot \varphi (\lambda T)\,\mathrm {d} \lambda }
De spectrale stralingsdichtheid in functie van de golflengte wordt dan
{\displaystyle u_{\lambda }={{\text{cte}} \over \lambda ^{5}}\cdot \varphi (\lambda T)}
waarin {\displaystyle \varphi (\lambda T)} voorlopig een onbekende functie blijft van het product {\displaystyle \lambda T}. Na 1893 is er door de natuurkundigen koortsachtig gezocht om een uitdrukking voor deze functie te vinden.

## Implicaties van de verschuivingswet
- Een belangrijk gevolg van de verschuivingswet is dat, eenmaal men een stralingskromme heeft opgemeten bij een bepaalde temperatuur {\displaystyle T}, men ook de krommen kent voor elke andere temperatuur. Dit wordt in de figuur verduidelijkt als men de punten A en A' van de blauwe en rode rechthoekjes in beschouwing neemt. Wil men de stralingskromme nu kennen bij de nieuwe temperatuur {\displaystyle T'=\alpha T}, dan moet wegens {\displaystyle \lambda T={\text{constant}}}: {\displaystyle \lambda '={\lambda  \over \alpha }} en {\displaystyle \mathrm {d} \lambda '={\mathrm {d} \lambda  \over \alpha }}; daardoor wordt de nieuwe stralingsdichtheid

{\displaystyle u'_{\lambda }\mathrm {d} \lambda '=\alpha ^{5}u_{\lambda }{\mathrm {d} \lambda  \over \alpha }=\alpha ^{4}u_{\lambda }\mathrm {d} \lambda }
immers {\displaystyle \lambda 'T'=\lambda T}
{\displaystyle I'_{z\lambda }=\alpha ^{4}I_{z\lambda }={T'^{4} \over T^{4}}I_{z\lambda }}
waarin {\displaystyle I_{z\lambda }} het vermogen voorstelt dat door een zwart lichaam bij een temperatuur {\displaystyle T} per eenheid van oppervlakte in het golflengtegebiedje {\displaystyle \lambda } en {\displaystyle \lambda +\mathrm {d} \lambda } wordt uitgestraald
Dit is in overeenstemming met de wet van Stefan-Boltzmann. Men kent dus de spectrale stralingsintensiteit behorende bij de nieuwe temperatuur.
- De verschuiving in frequentie waarbij de stralingsintensiteit een maximum bereikt is belangrijk voor het aanwenden van zonne-energie in bijvoorbeeld serres. Het glas moet de zonnestraling doorlaten, maar de warmtestraling tegenhouden. Dit wordt mogelijk omdat de twee stralingen in verschillende frequentiegebieden liggen, de ene straling is afkomstig van een lichaam van 5700 K en de andere van een lichaam van bijvoorbeeld 300 K. Er zijn materialen die transparant zijn voor licht maar opaak voor infraroodstraling. Het broeikaseffect is enkel mogelijk omdat {\displaystyle f_{\text{max}}} varieert met de temperatuur. Dit geldt ook voor het broeikaseffect van de aardse atmosfeer.
- Om de maximale emissiesterkte te kennen bij een bepaalde temperatuur {\displaystyle T} voeren we de waarde {\displaystyle \lambda _{\text{max}}=b/T} in {\displaystyle u_{\lambda }} en krijgen

{\displaystyle I_{\lambda ,{\text{max}}}={cte \over \lambda _{\text{max}}^{5}}\cdot \varphi (\lambda _{\text{max}}T)={cte \over b^{5}}T^{5}\cdot \varphi (b)=cte'\cdot T^{5}}
m.a.w. de maximale spectrale emissiesterkte is evenredig met de vijfde macht van de absolute temperatuur.